# نهائي كأس رابطة الأندية الإنجليزية المحترفة 1991
نهائي كأس رابطة الأندية الإنجليزية المحترفة 1991 هي المباراة النهائية من منافسة كأس رابطة الأندية الإنجليزية المحترفة 1990–91، أقيمت المباراة في 21 أبريل 1991، في ملعب ويمبلي، بين فريقي مانشستر يونايتد، وشيفيلد وينزداي، وفاز فيها شيفيلد وينزداي، بعد أن هزم مانشستر يونايتد، بنتيجة 0 - 1، وكان حكم المباراة راي لويس ‏.

## تفاصيل المباراة
لعبت المباراة النهائية في 21 أبريل 1991.
| مانشستر يونايتد | 0 -1 | شيفيلد وينزداي |
| --------------- | ---- | -------------- |
|                 |      |                |